# Megachile cinerea
Megachile cinerea är en biart som beskrevs av Heinrich Friese 1905. Megachile cinerea ingår i släktet tapetserarbin, och familjen buksamlarbin. Inga underarter finns listade i Catalogue of Life.